# 欠乏
| ウィキペディアには「欠乏」という見出しの百科事典記事はありません（タイトルに「欠乏」を含むページの一覧/「欠乏」で始まるページの一覧）。 代わりにウィクショナリーのページ「欠乏」が役に立つかもしれません。 |